# 情侶裝
情侶裝（英語：或；越南語：或）指的是二人透過穿着相同或有關連式樣的衣飾，包括帽子、T恤或其他服装於公眾場合一同現身，以向公眾宣示二人的亲密关系。這種着裝在東亞地區：包括香港、韩国、臺灣、越南及改革开放後的中华人民共和国，並且流行於年輕人。這些衣飾一般都印有有趣的圖案或標語，因而較受年輕人士歡迎。

## 參看
- 印象管理
- 日常生活中的自我呈現
- 個人品牌（英语：Personal branding）